# Gemma Ubasart
Gemma Ubasart González (Castellar del Vallés, Barcelona, 1978) es una política y politóloga española. Ocupó el cargo de consejera de Justicia, Derechos y Memoria de la Generalidad de Cataluña entre 2022 y 2024. Ha sido profesora de Ciencia Política y vicedecana de la Facultat de Derecho de la Universidad de Gerona. También es profesora invitada en la Université Lumière Lyon 2 y analista política en varios medios de comunicación.
Fue la primera secretaria de Plurinacionalidad y Políticas Públicas para el Cambio de Podemos y secretaria general de Podemos en Cataluña. En 2015 renunció a los cargos para reincorporarse a la vida académica.

## Biografía
Es doctora en Ciencias Políticas por la Universidad Autónoma de Barcelona, es profesora de la Universidad de Gerona y lo ha sido de la Universidad Autónoma de Madrid. Ha cursado un máster europeo en Sistema Penal y Derechos Humanos en la Universidad de Barcelona, además de un postgrado en Investigación Social Aplicada y Análisis de Datos en el Centro de Investigaciones Sociológicas. Ha realizado estancias en Londres, Padua (Italia), París, Ottawa y Quito.
Recientemente ha cocoordinado tres obras con carácter docente y divulgativo: Política i Govern a Catalunya: de la transició a l’actualitat con Salvador Martí en Libros de la Catarata, Manual del Estado del Bienestar y las políticas sociolaborales con Ferran Camas en Huygens Editorial y Vidas en transición. (Re)construir la ciudadanía social con Ricard Gomà en Tecnos. 
En cuanto a su actividad política, en las elecciones municipales de mayo de 2007 es elegida concejala del ayuntamiento de su municipio por la candidatura ciudadana L'Altraveu per Castellar. En noviembre de 2014 es elegida miembro del Consejo Ciudadano de Podemos y entra a formar parte del Consejo de Coordinación de Pablo Iglesias como secretaria de Plurinacionalidad y Políticas Públicas para el Cambio. En febrero de 2015 es elegida secretaria general de Podemos en Cataluña. El 10 de octubre de 2015 presentó su dimisión como secretaria general. Según algunos medios de comunicación Ubasart era crítica con el tono y la filosofía de la campaña electoral desarrollada en Cataluña en las elecciones autonómicas celebradas el 27 de septiembre.
En su vertiente de analista política participa cotidianamente, entre otros, en els Matins de TV3, Vespre24 de RTVE y Aquí, amb Josep Cuní a SER Catalunya. Escribe en El Periódico de Catalunya y ElDiario.es.